# Потликер Флатс (Пенсилванија)
Потликер Флатс (енгл. Potlicker Flats) насељено је место без административног статуса у америчкој савезној држави Пенсилванија.

## Демографија
По попису из 2010. године број становника је 172.
| Група             | 2000.    | 2010.       |
| Белци             | 0 (0,0%) | 171 (99,4%) |
| Афроамериканци    | 0 (0,0%) | 1 (0,6%)    |
| Азијати           | 0 (0,0%) | 0 (0,0%)    |
| Хиспаноамериканци | 0 (0,0%) | 0 (0,0%)    |
| Укупно            | 0        | 172         |